# Virelai
Virelai é uma forma poética e musical francesa, uma das formas fixas, junto com a ballade e o rondeau. Foi muito  popular entre os séculos XIII e XV.
Tem uma estrutura poética e musical que consiste em estrofes de versos curtos e refrões repetidos. Era frequentemente utilizado em canções de amor e de temática cortês, sendo popular entre a nobreza e a classe alta da época.
Sua apresentação é frequentemente acompanhada por alguns instrumentos musicais, que variam de acordo com a época. Na Idade Média, o Virelai era frequentemente acompanhado por instrumentos como alaúdes, flautas e percussão. Já mais recentemente, pode ser acompanhado por instrumentos de cordas, sopros ou instrumentos eletrônicos.
Sua estrutura é similar ao rondeau e à ballata italiana; cada estrofe tem duas rimas. O resultado musical é usualmente ABBA.
Apesar de sua origem medieval, atualmente ainda há uma influência sobre a música e sua estrutura repetitiva ainda cativa audiências.
Entre os maiores compositores de virelais estavam Guillaume de Machaut e Guillaume Dufay.
Segue o texto do virelai Douce Dame Jolie, de Machaut:
Douce dame jolie,
Pour dieu ne pensés mie
Que nulle ait signorie
Seur moy fors vous seulement.
Qu'adès sans tricherie
Chierie
Vous ay et humblement
Tous les jours de ma vie
Servie
Sans villain pensement.
Helas! et je mendie
D'esperance et d'aïe;
Dont ma joie est fenie,
Se pité ne vous en prent.
Douce dame jolie,
Pour dieu ne pensés mie
Que nulle ait signorie
Seur moy fors vous seulement.